# حسن وزیری
حسن وزیری سیاست‌مدار ایرانی بود، که در دوره بیست و چهارم مجلس شورای ملی بعنوان نماینده خوی از استان آذربایجان غربی در مجلس شورای ملی حضور داشت.